# نانومیله
در نانوتکنولوژی ،نانومیلهها یکی از اشکال اشیا در مقیاس نانو هستند. محدودهٔ هر بعد آن‌ها از ۱ تا ۱۰۰ نانومتر است. نسبت ابعاد استاندارد (کسر طول بر عرض) آن‌ها ۳–۵ است.

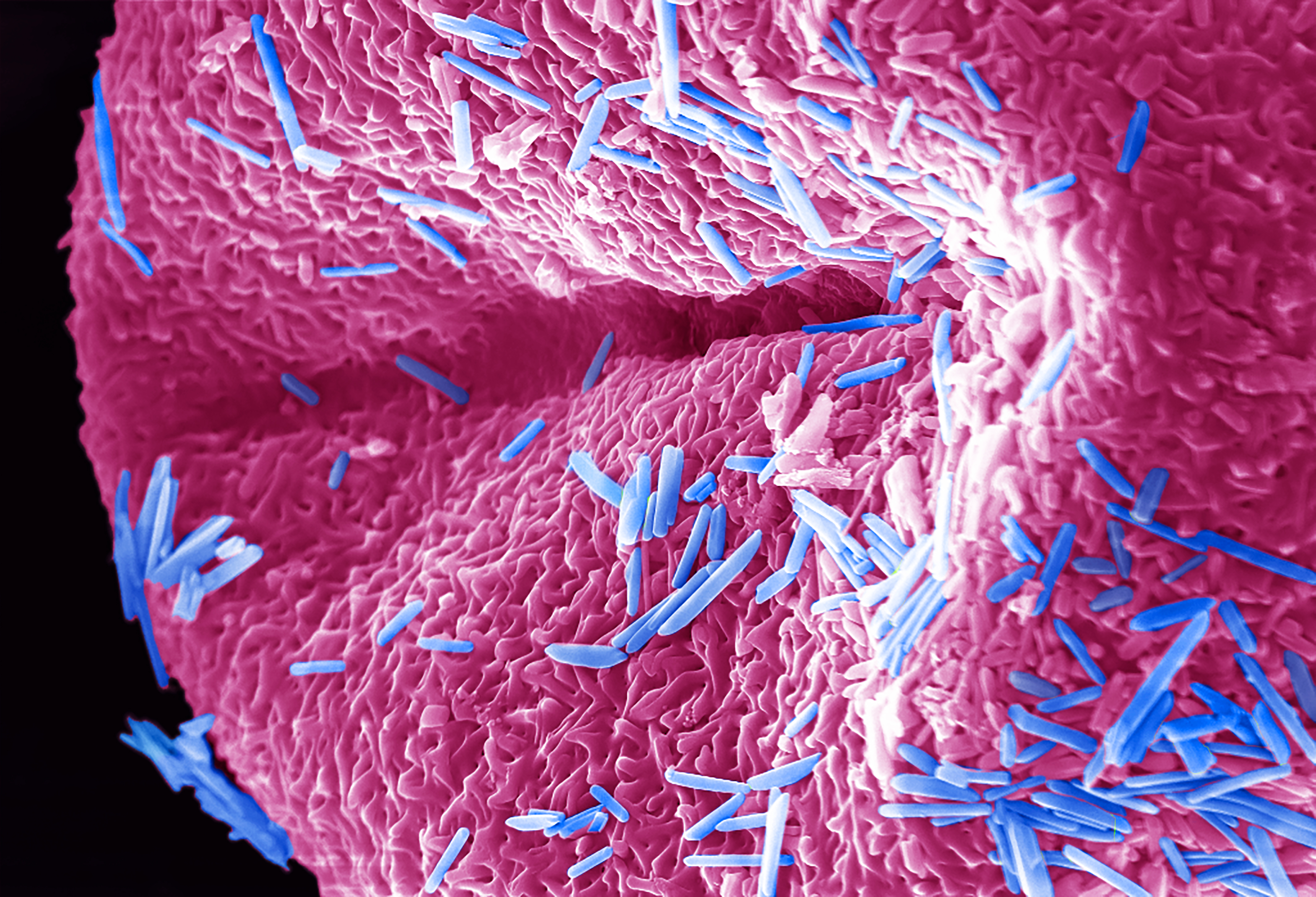
نانومیله

آنها ممکن است از فلزات یا مواد نیمه رسانا سنتز شده باشند.
نانومیله‌ها از سنتز شیمیایی مستقیم تولید می‌شوند.
یک ترکیبی از لیگاند‌ها مانند عوامل کنترل شکل عمل می‌کنند و با استحکام‌های متفاوت به اشکال مختلف نانومیله پیوند می‌خورند، که این اجازه می‌دهد که اشکال مختلف نانومیله در نرخ‌های مختلفی رشد کنند و اشیا بلندی را تولید کنند.
یکی از کاربردهای بالقوهٔ نانومیله‌ها در فناوری صفحه نمایش است. به این علت که بازتاب‌پذیری میله‌ها می‌تواند با تغییر جهتشان، توسط اعمال میدان الکتریکی، تغییر کند.
یکی دیگر از کاربردهای نانومیله‌ها در سامانه ی میکروالکترومکانیکی می‌باشد.
نانومیله‌ها همراه با دیگر نانوذرات فلزات نجیب به عنوان عوامل تراگناستیک (این کلمه برای تعریف تلاش‌های در دست اقدام در کلینیک‌ها برای توسعهٔ روش‌های درمان فردی مشخص تر برای بیماری‌ها و ترکیب توانایی‌های تشخیصی و درمانی به صورت یک عامل، ابداع شده است) نیز عمل می‌کنند.
نانومیله‌ها در فروسرخ نزدیک جذب می‌شوندو هنگامی که در معرض نور فروسرخ قرار می‌گیرند گرما تولید می‌کنند. این ویژگی منجر شده که از نانومیله‌ها برای درمان سرطان استفاده کنند.
نانومیله‌ها در هدف قرار دادن تومور‌ها مورد استفاده قرار می‌گیرند. هنگامی که بیمار در معرض نور فروسرخ قرار می‌گیرد (که از بافت بدن عبور می‌کند) نانومیله‌هایی که توسط سلول‌های تومور انتخاب شده‌اند گرم می‌شوند و فقط بافت سرطانی را نابود می‌کنند و سلول‌های سالم را دست نخورده باقی می‌گذارند.
نانومیله‌هایی که بر اساس مواد نیمه رسانا هستند برای کاربردهای برداشت انرژی و دستگاه‌های ساطع‌کنندهٔ نور نیز بررسی شده‌اند.
در سال ۲۰۰۶ راماناتان از نانومیله‌های ZnO میدان الکتریکی با واسطهٔ درخشندگی نوری قابل تنظیم با پتانسیل کاربرد به عنوان منابع جدید تابش نزدیک فرابنفش تشکیل داد.

## سنتز

### نانومیله‌های ZnO

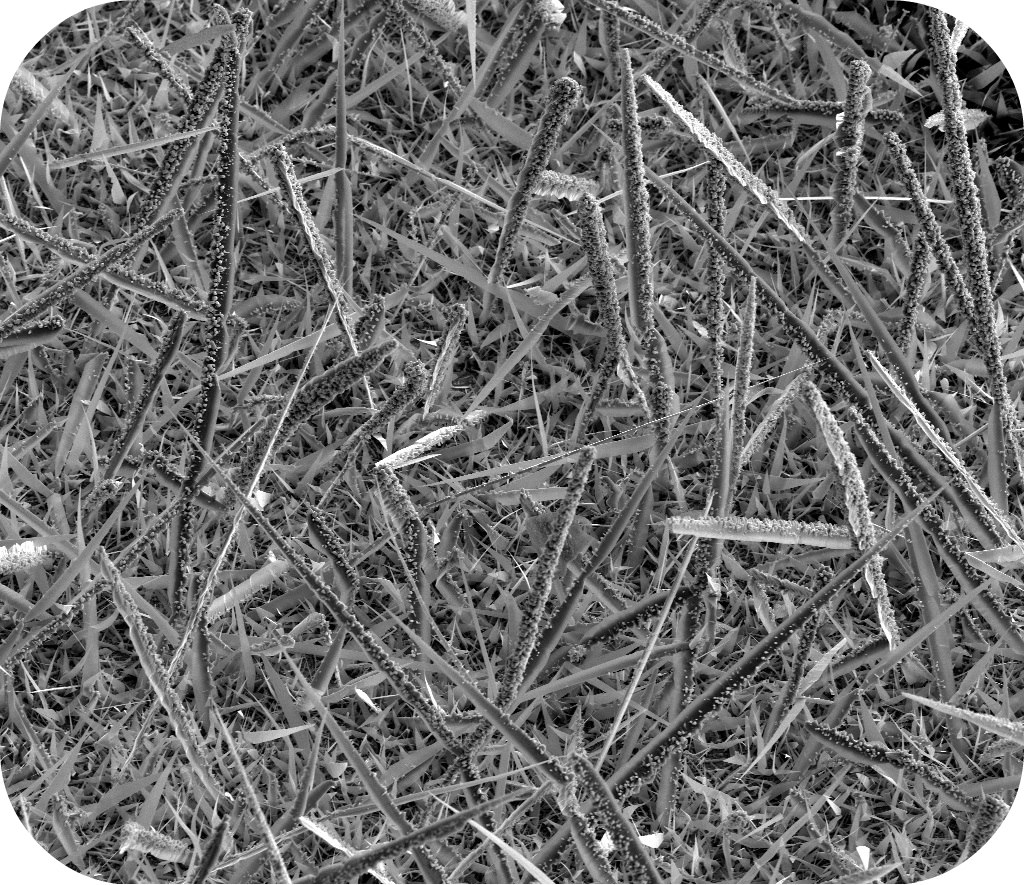
نانوصفحه، نانومیله و نانوذرات ZnO

نانومیله‌های اکسید روی (ZnO)، که به ان‌ها نانوسیم نیز می‌گویند، انرژی گاف باند(نوار ممنوعه) به اندازهٔ 3.37eV دارند.
گاف باند بصری نانومیله یZnO می‌تواند با تغییر دادن ریخت‌شناسی و ترکیب بندی و اندازه و… تنظیم شود.
در سال‌های اخیر نانومیله هایZnO به شدت برای ساختن دستگاه‌های الکترونیکی در مقیاس نانو، مورد استفاده قرار گرفتند.
روش‌های متعددی برای ساختن تک کریستال نانومیله یZnO ورتزیت توسعه یافته‌اند. در میان این روش‌ها رشد کردن از فاز گازی، توسعه یافته‌ترین رویکرد می‌باشد.
در یک روش رشد معمولی، بخارZnO به یک لایهٔ جامد تغلیظ می‌شود.
- بخارZnO با ۳ روش تولید می‌شود:
- تبخیر حرارت
- کاهش شیمیایی
- (Vapor-Liquid-Solid).

#### نانومیله‌های طلا
نانومیله‌های طلا به عنوان نانومواد در حال ظهور فلزات نجیب با خواص منحصر به فرد خود موضوع مهم تلاش‌های نظری و تجربی در سال‌های اخیر شده‌اند.
ساختار و عملکرد نانومیله‌های طلا به خصوص زیست سازگاری، خاصیت نوری و اثرات گرما نوری آن‌ها توجه بیشتری را به خود جلب می‌کنند.
نانومیله‌های طلا پتانسیل زیادی در کاربردهایی مثل تصویر برداری مولکولی تومور و نورگرما درمانی دارند. این نانومیله‌ها همچنین به پروتئین‌های ویژه‌ای که توسط سلول سرطانی ایجاد می‌شود، متصل می‌شوند. سپس با تابش لیزر، نانوذرات گرم می‌شود و سلول سرطانی از بین می‌رود. با این حال مشکلاتی، استفاده و کاربرد نانومیله‌های طلا را محدود می‌کنند. تغییری کوچک در اندازه، شکل، محیط اطراف و سطح طبیعی نانومیله‌ها منجر به تغییرات قابل تنظیمی در خواص آن‌ها می‌شود که بر کاربرد آن‌ها نیز تأثیر می‌گذارد.

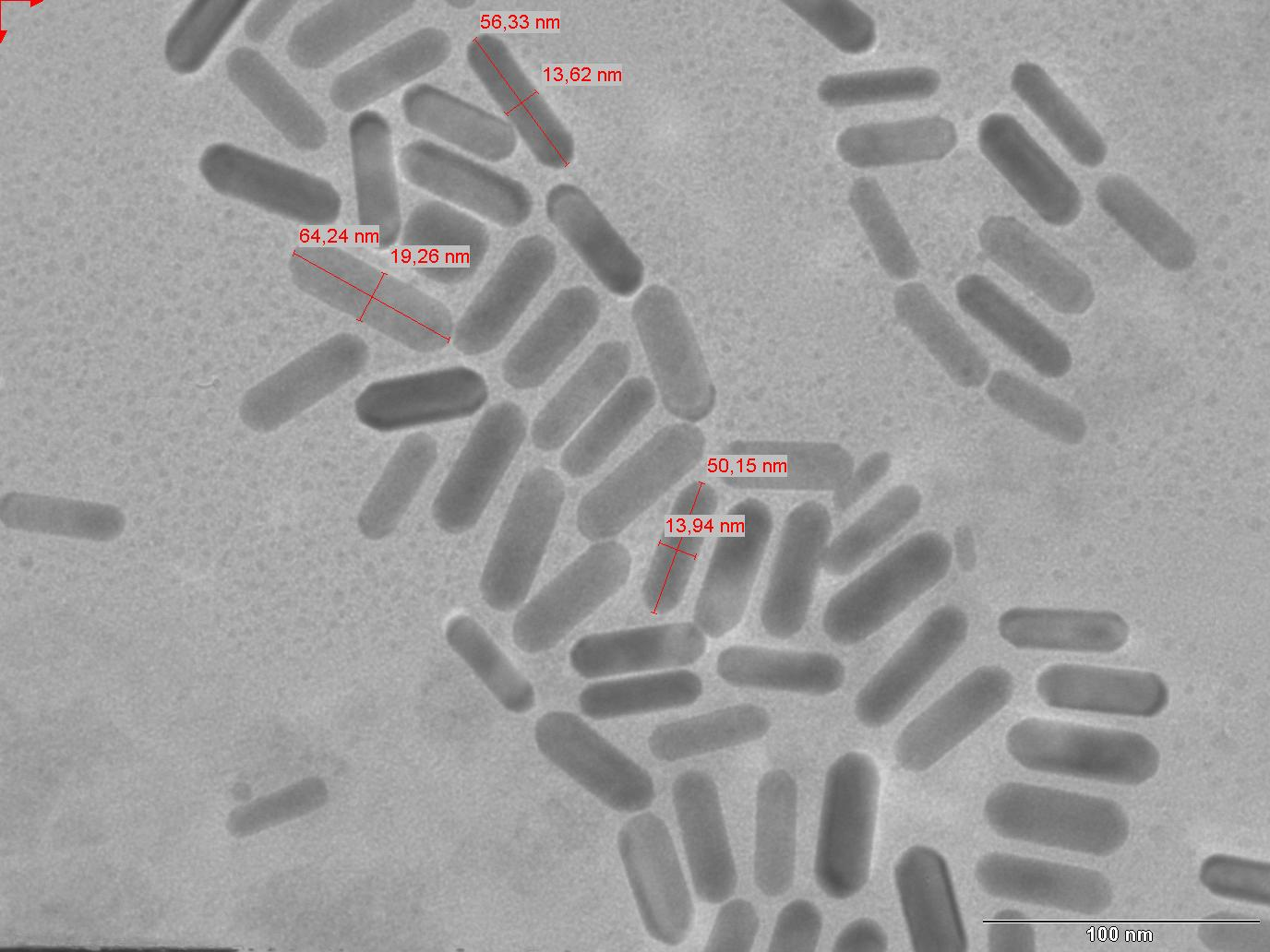
نانومیلهٔ طلا

نانومیله‌های طلا به علت سطح مقطع نور جذبی بالا (مقدار جذب نور بالا)، جذب قابل کنترل در ناحیه NIR و نیز تحریک فتولومینسانس قوی دو فوتونی (Two Photon Luminescence) که مناسب تصویر برداری سه بعدی درون بدن است، برای کاربردهای هایپرترمیا بسیار مورد توجه‌اند. این ساختارها دارای دو بیشینه جذبی هستند که به تشدید پلاسمون‌ها در عرض نانومیله و تشدید پلاسمون‌ها در طول نانومیله نسبت داده می‌شوند. فاکتور تعیین‌کننده در بیشینه جذب مرتبط با تشدید پلاسمون‌های طولی، نسبت طول به عرض (aspect ratio) نانومیله است. با تغییر این پارامتر جذب پلاسمون‌های طولی نانومیله در ناحیه NIR قابل تنظیم است.
نورگرما درمانی با نانومیله‌های طلا:
در این مطالعه نانومیله‌های طلای کانژوگه شده به آنتی EGFR به سلول‌های سرطان سر و گردن متصل شده و سپس با تابش لیزر موج پیوسته در طول موج ۸۰۰ نانومتر (بیشینه جذب پلاسمونی نانومیله) به مدت ۴ دقیقه تحت تابش قرار گرفته و از بین می‌روند. نکته قابل توجه، توان پایین لیزرمورد استفاده برای از بین بردن سلول‌های سرطانی (w/cm2 10) در مقابل توان بالای مورد نیاز برای از بین بردن سلول‌های سالم است (w/cm2 20) که نشانگر هدف‌گیری مناسب سلول‌های سرطانی است، زیرا سلول‌های سرطانی بیان بالاتری از EGFR را نسبت به سلول‌های سالم دارند. در مقایسه با نانوپوسته‌ها، استفاده از نانومیله‌ها نیاز به توان ۳ برابر کمتر لیزر دارد که به علت جدب بالای نانومیله در ناحیهٔ NIR با طول موج مشابه است. در سال‌های اخیر نشان داده شده‌است که زمانی که نور پلاریزه شدهٔ خطی به نور پلاریزه‌شدهٔ مدور تبدیل می‌شود جذب نور توسط نانومیله به شدت افزایش می‌یابد که باعث پایین آمدن ۵ برابری آستانه کشتن سلول‌های سرطانی می‌شود.
بررسی‌های تئوری نشان داده که انتقال حرارت ایجاد شده از نانومیله‌ها با شدت لیزر J/cm2 30 باعث افزایش ۱۰ درجه‌ای دمای سلول و در نهایت مرگ سلول از طریق تخریب دیواره سلول می‌شود. تحقیقات بیشتر نشان داد زمانی که نانومیله به دیواره سلول متصل است انرژی مورد نیاز برای مرگ سلول ۱۰ بار کمتر از زمانی است که نانومیله وارد سیتوپلاسم شده است؛ بنابراین نتیجه گرفته شده که مرگ سلولی به علت تخریب دیواره پلاسما و سپس هجوم کلسیم، موجب تخریب فیلامنت‌های اکتین و در نهایت آپاپپتوز سلولی (مرگ سلولی) می‌شود.
روش رشد دانه واسطه(seed‌mediated)رایج‌ترین روش برای سنتز نانومیله‌های طلا ی کیفیت بالا است.
یک پروتکل رشد معمولی، اضافه کردن نانوکره‌های طلای سیترات-پوش که به عنوان دانه در راه حل رشدHAucl4 استفاده می‌شوند، را شامل می‌شود.
راه حل رشد با کاهشHAucl4 توسط اسکوربیک اسید در حضورcetyltrimethylammonium bromide surfactant و یون‌های نقره به دست می‌آید.

##### تبادل کاتیون
تبادل کاتیونی یک تکنیک مرسوم برای سنتز جدید نانومیله هاست.
دگرگونی‌های تبادل کاتیونی در نانومیله‌ها از نظر جنبشی مطلوب هستند.
در مقایسه با سیستم‌های کریستال فله‌ای، تبادل کات‌ها بار سریع تر است.